# *batteries not included
*batteries not included is een Amerikaanse familiefilm annex sciencefictionfilm uit 1987 van Matthew Robbins, met in de hoofdrollen onder meer Hume Cronyn en Jessica Tandy. De film werd genomineerd door de Saturn Award voor beste fantasyfilm, waar Tandy die daadwerkelijk won in de categorie 'beste actrice'.

## Verhaal
De film speelt zich af in de achterstandswijk East Village in de stad New York, waar het oudere echtpaar Frank (Hume Cronyn) en Faye Riley (Jessica Tandy) een flatgebouw en het bijbehorende café runnen. De gewetenloze projectontwikkelaar Lacey wil het gebouw slopen, maar de Rileys en andere bewoners zoals de zwangere alleenstaande Maria (Elizabeth Peña) en voormalig bokser Harry (Frank McRae) gaan hier niet mee akkoord, waarna Lacey de crimineel Carlos en zijn maten erop afstuurt.
Dan duiken twee vliegende, "levende" machines op, die het door Carlos en zijn mannen vernielde café herstellen. De door Faye de "Fix-Its" gedoopte wezentjes jagen Carlos weg, waarop deze besluit nog zwaardere middelen in te zetten.

## Rolverdeling
| Acteur             | Personage     | Opmerkingen                                    |
| ------------------ | ------------- | ---------------------------------------------- |
| Hume Cronyn        | Frank Riley   | beheerder van flatgebouw en café               |
| Jessica Tandy      | Faye Riley    | beheerder van flatgebouw en café, Franks vrouw |
| Elizabeth Peña     | Maria Esteval | bewoonster flatgebouw                          |
| Frank McRae        | Harry Noble   | bewoner flatgebouw, voormalig bokser           |
| Dennis Boutsikaris | Mason Baylor  | bewoner flatgebouw, kunstenaar                 |
| Michael Greene     | Lacey         | projectontwikkelaar                            |
| Michael Carmine    | Carlos        | leider van Laceys knokploeg                    |
| John Pankow        | Kovacs        |                                                |

## Productie
Het verhaal was oorspronkelijk bedoeld als aflevering van Steven Spielbergs televisieserie Amazing Stories, maar het concept sprak hem zo aan dat hij besloot er een bioscoopfilm van te maken, met hemzelf als uitvoerend producent.
De "Fix-Its" werden gemaakt door Industrial Light & Magic.